# Lamanonia
Lamanonia es un género de planta  perteneciente a la familia Cunoniaceae.  El género comprende 10 especies descritas y de estas, solo 5 aceptadas.

## Taxonomía
El género fue descrito por José Mariano da Conceição Vellozo  y publicado en Florae Fluminensis 228. 1825. La especie tipo es: Lamanonia ternata Vell.

## Especies aceptadas
A continuación se brinda un listado de las especies del género Lamanonia aceptadas hasta marzo de 2013, ordenadas alfabéticamente. Para cada una se indica el nombre binomial seguido del autor, abreviado según las convenciones y usos:
- Lamanonia brasiliensis Zickel & Leitão
- Lamanonia chabertii (Pamp.) L.B.Sm.
- Lamanonia cuneata (Cambess.) Kuntze
- Lamanonia grandistipularis (Taub.) Taub.
- Lamanonia ternata Vell.